# Punta de l'Agulla (Conesa)
La Punta de l'Agulla és una muntanya de 788 metres que es troba al municipi de Conesa, a la comarca de la Conca de Barberà.